# White House Situation Room

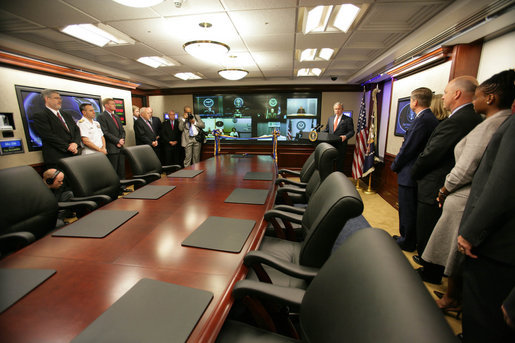
Der Situation Room nach seiner Renovierung, Mai 2007

Der White House Situation Room (deutsch Lageraum oder Lagezentrum des Weißen Hauses), zumeist nur Situation Room oder kurz SITROOM genannt, ist ein Lagebesprechungsraum im West Wing (Westflügel) des Weißen Hauses und das Hauptzentrum für verschlüsselte Kommunikation des Präsidenten der Vereinigten Staaten. Er ist vergleichbar mit dem britischen Cabinet Office Briefing Room (COBR/COBRA), wobei der COBR bei weitem nicht so bekannt ist wie der Situation Room. Er ist nicht zu verwechseln mit dem Presidential Emergency Operations Center, das ebenfalls im Weißen Haus untergebracht ist, jedoch eine andere Funktion hat.
Anders als der Name es vermuten lässt, besteht der Situation Room nicht nur aus einem einzelnen Raum, sondern ist ein Komplex aus mindestens drei Räumen zuzüglich der dazugehörigen Flure auf insgesamt etwa 465 m² Grundfläche.
Dieser Komplex wurde 1961 von Präsident John F. Kennedy nach dem Scheitern der Invasion in der Schweinebucht eingerichtet, nachdem der Mangel an Echtzeit-Informationsübertragung für den Fehlschlag verantwortlich gemacht wurde.

## Besetzung
Der Raum ist rund um die Uhr von fünf sich abwechselnden sogenannten Watch Teams besetzt, die die nationalen und internationalen Geschehnisse überwachen. Jedes dieser Teams besteht generell aus je drei Offizieren, einem Kommunikationsassistenten und einem Nachrichtendienstanalysten. Je nach Schicht, Anforderungen, Arbeitsbelastung oder Ereignissen kann das Personal variieren, vorgenanntes Personal ist hier lediglich ein Richtwert. Die handverlesenen Mitglieder dieser Watch Teams werden aus einem Pool von etwa 30 Personen aus der Intelligence Community und den Streitkräften nach eingehender und gründlicher Prüfung ausgewählt.

## Trivia
Der Nachrichtensender CNN hat sein Format The Situation Room nach dem White House Situation Room benannt.